# Рожмберк
Замок Рожмберк (Рожмберк-над-Влтавоу) (чеш. Hrad Rožmberk nad Vltavou) — средневековый замок в Южночешском крае Чехии, недалеко от города Рожмберк-над-Влтавоу. Первоначальная резиденция чешского аристократического рода Рожмберков (Розенбергов). Замок впервые упоминается в 1250 году как предикат Вока I из Рожмберка.
Готические укрепления замка были перестроены во времена Возрождения и в XIX столетии во времена увлечения архитектурой эпохи Тюдоров. Последние владельцы замка, семья чешских аристократов французского происхождения Бюкуа, перестроили его в открытый для публики музей богемской истории. В главном дворце, созданном в нескольких архитектурных стилях, находится уникальная коллекция мебели стиля барокко и картин, а также холл в стиле Ренессанса с известной «музыкальной нишей» и старинными стенными украшениями. В арсенале находятся историческое оружие, доспехи и геральдические эмблемы. В картинной галерее представлены картинами, датирующиеся начиная с эпохи Возрождения.

## История

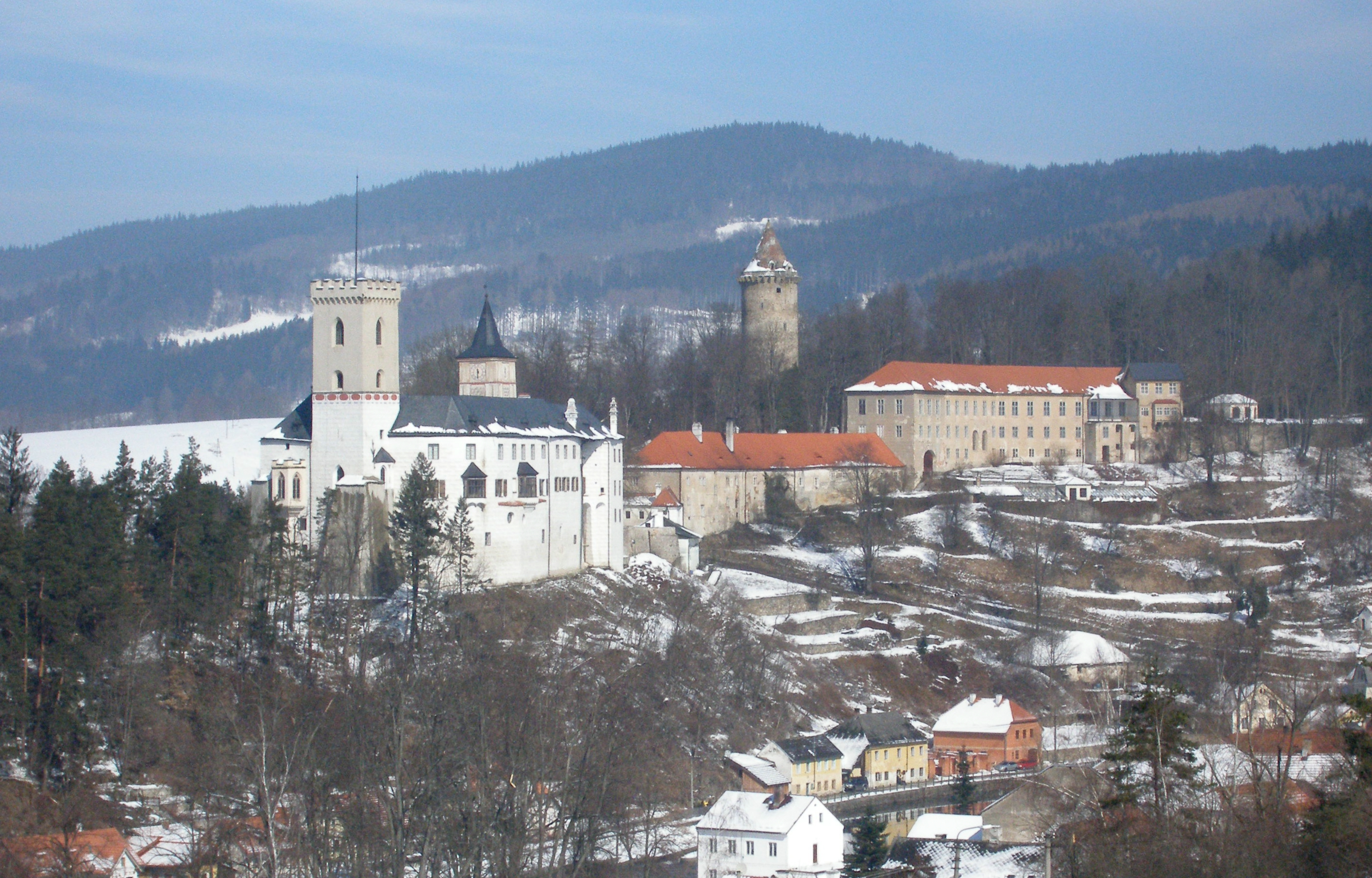
Замок Рожмберк зимой

Замок Рожмберк был построен в первой половине XIII столетия Витеком из Прчице, членом могущественной семьи Витковичей, который в дальнейшем называл себя Вок из Рожмберка по названию замка. За короткое время замок был оснащён мощными укреплениями. Он стал административным и экономическим центром семейных владений, часть которых Вок отдал основанному цистерцианскому монастырю в Вишши-Броде. В 1302 году, когда младшая, крумловская, ветвь Витковичей прервалась, Розенберги унаследовали Чески-Крумлов и перенесли туда свою резиденцию.
В 1420 Ольдржих II из Рожмберка (1403—1462) был вынужден заложить замок роду Wallsee из Австрии для финансирования своей армии в войне против гуситов. Ольдржих был отцом Перхты («Белой пани»). Первый залог был выплачен, однако в 1465 году замок был снова заложен семье Лобковицев. Этот залог также был выплачен.
В 1600 Петр Вок из Рожмберка завещал замок и свои владения племяннику Иоанну Зрини (1565—1612), который обновил его в духе Ренессанса. Когда в 1612 году он умер, владения были унаследованы родственниками Рожмберков, Швамберками. Однако вскоре они утратили замок вместе со всеми владениями, которые были конфискованы после Белогорского сражения и переданы командующему имперской армии графу Бюкуа. Бюкуа, чья основная резиденция находилась в Нове-Гради, владели замком до 1945 года, когда он был национализирован после окончания Второй мировой войны.
Замок был открыт для посетителей в середине XIX века как один из первых музеев в Богемии. В собрание картин замка входят полотна чешских и европейских живописцев эпохи позднего ренессанса и барокко, таких как Бартоломеус Шпрангер, Карел Шкрета, Иоганн Купецкий и Норберт Грунд.